# Mentougou
Mentougou  är ett stadsdistrikt i Pekings storstadsområde i Kina.

## Administrativ indelning
Mentougou är indelat i fyra stadsdelsdistrikt och nio köpingar (varav tre benämns områden):
Stadsdelsdistrikt:

- Chengzi (城子街道)
- Datai (大台街道)
- Dayu (大峪街道)
- Dongxinfang (东辛房街道)

Köpingar:

- Junzhuang (军庄镇)
- Miaofengshan (妙峰山镇)
- Qingshui (清水镇)
- Tanzhesi (潭柘寺镇)
- Yanchi (雁翅镇)
- Zhaitang (斋堂镇)

Köpingar som benämns områden (地区): 

- Longquan (龙泉地区)
- Wangping (王平地区)
- Yongding (永定地区)

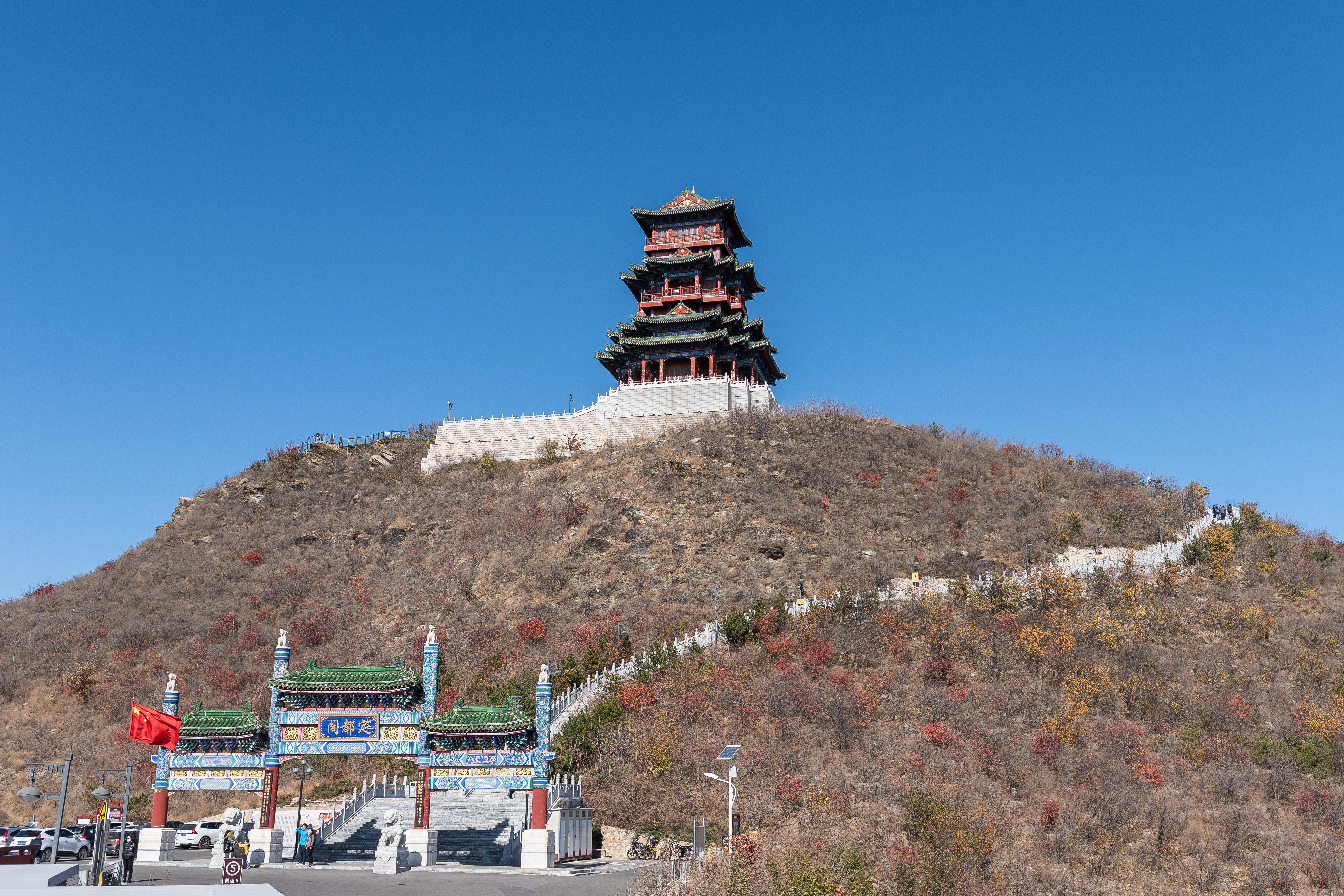
Berget Dingdu med Dingdupaviljongen.